# Albert Ouédraogo
Albert Ouédraogo (ur. 6 kwietnia 1969 w Dori) – burkiński ekonomista i polityk, od 3 marca do 30 września 2022 premier Burkiny Faso.

## Życiorys
Kształcił się w szkole wojskowej Prytanée militaire de Kadiogo oraz na Uniwersytecie w Wagadugu, z którego został wydalony w latach 90. ze względu na udział w strajkach studenckich. Uzyskał doktorat z nauk o zarządzaniu. Pracował zawodowo w sektorze prywatnym w branżach konsultingu, audytu i rozwoju biznesu. Został również wykładowcą rachunkowości na Uniwersytecie w Wagadugu oraz na prywatnej uczelni Aube Nouvelle.
3 marca 2022 powołany przez tymczasowego przywódcę państwa Paula-Henriego Sandaogo Damibę na stanowisko przejściowego premiera Burkina Faso. Opisywany jako bliski współpracownik Pierre’a Clavera Damiby, wuja prezydenta. 30 września 2022 utracił stanowisko po kolejnym wojskowym zamachu stanu.
Żonaty, ma dwoje dzieci.